# Owen Lattimore
Owen Lattimore (29 juillet 1900 - 31 mai 1989) est un orientaliste et écrivain américain. Spécialiste influent de la Chine et de l'Asie centrale, et en particulier de la Mongolie, il conseille Tchang Kaï-chek et le gouvernement américain pendant la Seconde Guerre mondiale et contribue largement au débat public sur la politique américaine en Asie. De 1963 à 1970, il est le premier professeur d'études chinoises à l'université de Leeds en Angleterre.
Au début de l'après-guerre, pendant la période du maccarthysme et de la peur rouge, il se voit accusé d'être un agent de l'Union soviétique. En 1950, le sénateur Joseph McCarthy l'accuse notamment d'être « le principal agent d'espionnage russe aux États-Unis ». Il est ensuite auditionné pendant des années par le Congrès américain, sans que ces auditions ne permettent d'étayer les accusations selon lesquelles il a été un espion. Cette controverse met fin à son rôle en tant que consultant du département d'État américain et, finalement, à sa carrière dans la vie universitaire américaine.
Owen Lattimore cherchait à « développer un modèle « scientifique » de la manière dont les sociétés humaines se forment, évoluent, grandissent, déclinent, mutent et interagissent les unes avec les autres le long des « frontières ». Son livre le plus important, The Inner Asian Frontiers of China (1940), se fonde sur ce modèle pour expliquer l'histoire de l'Asie orientale comme « l'interaction entre deux types de civilisations : l'agriculture sédentaire et l'agriculture pastorale ».

## Biographie

### Enfance
Né aux États-Unis, Owen Lattimore grandit à Tianjin, en Chine, où ses parents, David et Margaret Lattimore, étaient professeurs d'anglais dans une université chinoise.
Après avoir été scolarisé à la maison par sa mère, il quitte la Chine à l'âge de douze ans pour fréquenter un collège près de Lausanne, en Suisse. Lorsque la Première Guerre mondiale éclate en 1914, il est envoyé en Angleterre, où il est inscrit à l'école St Bees (en) de 1915 à 1919.

### Retours en Chine et aux États-Unis
Il réussit les examens d'entrée à l'université d'Oxford, mais retourne en Chine en 1919 lorsqu'il s'avère qu'il n'aura pas assez d'argent pour aller à l'université.
Il travaille d'abord pour un journal, puis pour une entreprise britannique d'import-export, ce qui lui permet de beaucoup voyager en Chine et d'étudier le chinois. Ces voyages commerciaux lui permettent de s'initier aux réalités de la vie et de l'économie et l'amènent à suivre des caravanes à travers la Mongolie intérieure.
En 1928, il retourne aux États-Unis où il réussit à obtenir une bourse du Social Science Research Council pour poursuivre son voyage en Mandchourie, puis pour l'année académique 1928-1929 en tant qu'étudiant à l'université Harvard. Il est de retour en Chine en 1930-1933 grâce à des bourses du l'Institut Harvard-Yenching (en) et de la Fondation John-Simon-Guggenheim.
En 1942, il est récompensé par la Royal Geographical Society britannique pour ses voyages en Asie centrale. En 1943, il est élu à la Société américaine de philosophie.

### Pacific Affairset l'Institut des relations du Pacifique
En 1934, Owen Lattimore est nommé rédacteur en chef de la revue Pacific Affairs (en), publié par l'Institut des relations du Pacifique, qu'il dirige depuis Pékin. Il se donne pour politique d'en faire un « forum de controverse ». Il rappelle plus tard avoir été « continuellement dans la controverse, en particulier avec le Conseil japonais, qui pensait que j'étais trop anti-impérialiste, et le Conseil soviétique, qui pensait que sa propre ligne anti-impérialiste était la seule autorisée ».
Il est régulièrement accusé d'avoir des motivations plus politiques que savantes. Il affirmait « rechercher des articles issus d'un large éventail de perspectives » pour faire de la revue un forum pour les nouvelles idées, en particulier dans le domaine des sciences sociales et de la philosophie sociale. Des universitaires et écrivains de points de vue variés y contribuent, et notamment Pearl Buck ainsi que des figures littéraires chinoises et des marxistes convaincus.
Il retourne à Pékin en 1937 et y rencontre Mao Zedong et Zhou Enlai. Il raconte avoir été impressionné par leur franchise, mais son expérience est moins favorable lors de sa visite à l'école du parti pour les minorités nationales : lorsqu'il s'adresse aux Mongols en mongol, ses hôtes chinois interrompent la séance.
Il quitte à nouveau la Chine en 1938 et passe six mois à Berkeley, en Californie, où il reste rédacteur en chef de Pacific Affairs. Il commet alors ce que Robert Newman, un biographe, appelle « l'erreur la plus grave de sa carrière » : il publie un article d'un écrivain pro-soviétique qu'il ne connaissait pas faisant l'éloge des Grandes Purges de Staline parce qu'elles renforçaient l'Union soviétique pour la bataille à venir contre l'Allemagne et le Japon.
Owen Lattimore écrit alors que les procès de Moscou « ressemblent pour moi à la démocratie ». Newman relève que ce jugement erroné a sans doute été influencé par son évaluation généralement favorable de la politique étrangère soviétique (qui mettait l'accent sur la coopération internationale contre le Japon et l'Allemagne) ainsi que par son jugement selon lequel les Soviétiques avaient soutenu l'autonomie des Mongols, mais il conclut qu'il s'est « néanmoins trompé ».

### Seconde Guerre mondiale
Après l'invasion allemande de l'Union soviétique en juin 1941, le président Roosevelt nomme Owen Lattimore conseiller américain auprès du dirigeant nationaliste chinois Tchang Kaï-chek pendant un an et demi.
Auprès du dirigeant chinois, il défend les minorités ethniques, estimant que le pays devait adopter une politique d'autonomie culturelle basée sur la politique des minorités de l'Union soviétique, qu'il considérait comme « l'une des politiques soviétiques les plus réussies ».
Ses conseils sont cependant généralement ignorés par les fonctionnaires de Tchang. En effet, certains d'entre d'eux le soupçonnent de sous-estimer l'ingérence soviétique au Xinjiang et en Mongolie extérieure.
En 1944, il devient chargé de la zone Pacifique au sein du Bureau d'information de guerre. Le FBI, qui examine alors ses activités politiques, recommande qu'il soit placé en « détention préventive en cas d'urgence nationale ».
À la demande du président Roosevelt, il accompagne le vice-président américain Wallace lors d'une mission en Sibérie, en Chine et en Mongolie en 1944 pour le compte du Bureau d'information de guerre américain. Au cours de cette visite, qui coïncide avec le débarquement de Normandie, Wallace et ses délégués restent 25 jours en Sibérie et visitent le camp du goulag de Magadan, à Kolyma, en Union soviétique.
Dans un récit de voyage pour National Geographic, Owen Lattimore décrit à quel point les détenus étaient forts et bien nourris et attribue au commandant du camp Ivan Nikichov « un intérêt formé et sensible pour l'art et la musique, ainsi qu'un profond sens de la responsabilité civique ». La mortalité est pourtant très élevée dans le système de travaux forcés soviétique en raison de traitements et de conditions de vie aujourd'hui unanimement considérés comme indignes et cruels.
Dans une lettre adressée au New Statesman en 1968, il se justifie en affirmant que son rôle n'avait pas consisté à « espionner ses hôtes ».

### Accusations d'espionnage et enquête parlementaire
En mars 1950, lors d'une réunion de la commission Tydings, le sénateur Joseph McCarthy accuse Lattimore d'être un agent soviétique. Cette commission est alors présidée par le sénateur Millard Tydings (en) et enquête sur les allégations de McCarthy concernant « l'infiltration généralisée du département d'État par les Soviétiques ».
McCarthy déclare notamment qu'Owen Lattimore, « compte tenu de sa position extrêmement puissante au département d'État », est l'architecte de la politique américaine en Extrême-Orient et demande si les « objectifs de Lattimore sont des objectifs américains ou s'ils coïncident avec les objectifs de la Russie soviétique ».
Owen Lattimore se trouve alors à Kaboul, en Afghanistan, dans le cadre d'une mission culturelle pour les Nations unies. Il rejette les accusations portées contre lui en les qualifiant d'« alcool de mauvais aloi » et rentre précipitamment aux États-Unis pour témoigner devant la commission. Le rapport majoritaire de la commission Tydings acquitte Lattimore de toutes les accusations portées contre lui.
En février 1952, il est appelé à témoigner devant la sous-commission de la sécurité intérieure du Sénat américain dirigée par le sénateur Pat McCarran. Les douze jours de témoignage sont marqués par des joutes oratoires opposant McCarran et McCarthy d'un côté à Lattimore de l'autre. Ce dernier met ainsi trois jours à prononcer sa déclaration d'ouverture, en raison de retards dus à de fréquentes interruptions des sénateurs.
En 1952, après 17 mois d'étude et d'audition impliquant 66 témoins et des milliers de documents, la commission publie son rapport final, qui indique que « Owen Lattimore est, depuis les années 1930, un instrument conscient et articulé de la conspiration soviétique ». Le rapport affirme aussi que, sur « au moins cinq questions distinctes », Lattimore n'a pas dit toute la vérité.
Sur ce fondement, ce dernier est alors inculpé le 16 février 1952 pour parjure. Trois ans plus tard, un juge fédéral rejette les accusations de parjure pour des raisons techniques (United States v. Lattimore, 127 F. Supp. 405 (D.D.C. 1955)).
Dans ses mémoires de 1979, l'ancien agent du FBI William C. Sullivan déclare que le FBI n'a jamais rien trouvé de substantiel et que les accusations portées contre Lattimore étaient « ridicules ».

### Recherche et enseignement
En 1963, il est recruté à l'université Johns Hopkins pour créer le département d'études chinoises à l'université de Leeds. Il y promeut les études mongoles, établissant de bonnes relations entre Leeds et la Mongolie et créant un programme d'études mongoles en 1968.
Il prend sa retraite en 1970, en tant que professeur émérite.

## Héritage

### Distinctions

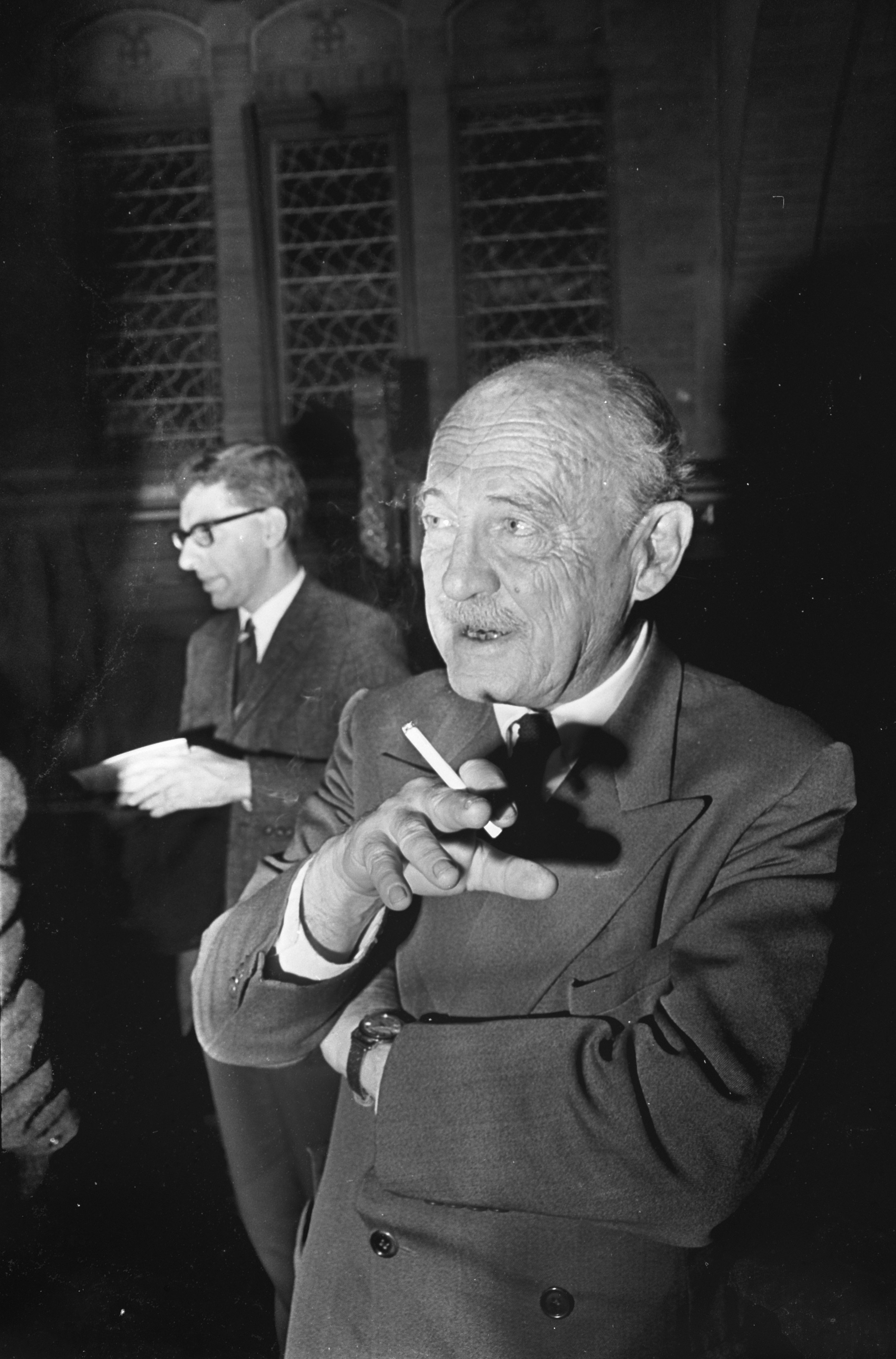
Owen Lattimore photographié à Amsterdam en 1967.

En 1979, Owen Lattimore devient le premier occidental à recevoir l'ordre de l'Étoile polaire (en), la plus haute distinction décernée par l'État mongol aux étrangers. En 1986, le musée d'histoire naturelle d'Oulan-Bator donne son nom à un dinosaure récemment découvert.
Les 20 et 21 août 2008, le Centre américain d'études mongoles, l'Association internationale d'études mongoles et l'École du service extérieur de l'université nationale de Mongolie organisent une conférence consacrée à Owen Lattimore à Oulan-Bator.
De nombreuses personnalités de la gauche politique américaine anticommuniste ont critiqué l'héritage d'Owen Lattimore en matière de politique étrangère. L'historien Arthur M. Schlesinger Jr. estime que Lattimore n'était pas un espion soviétique mais un compagnon de route profondément attaché aux idéaux communistes. Le philosophe Sidney Hook considère quant à lui que Lattimore était « un adepte sournois et habile de la ligne du parti communiste en matière d'affaires asiatiques ».

### Théories
L'historien Peter Perdue écrit en 2018 que « les historiens, anthropologues et archéologues modernes ont révisé de nombreux arguments de Lattimore, mais ils s'appuient toujours sur ses idées. Tous les thèmes abordés par Lattimore continuent d'inspirer les historiens du monde entier aujourd'hui ».
Dans An Inner Asian Approach to the Historical Geography of China (1947), Lattimore énumère le schéma suivant pour expliquer comment l'humanité affecte l'environnement et est modifiée par lui :
1. Une société primitive pratique certaines activités agricoles, mais est consciente de ses nombreuses limites.
2. En grandissant et en évoluant, la société commence à modifier l'environnement. Par exemple, après avoir épuisé ses réserves de gibier et ses cultures sauvages, elle commence à domestiquer les animaux et les plantes. Elle déboise les terres pour faire de la place à ces activités.
3. L'environnement change, offrant de nouvelles opportunités ; par exemple, avec la création de prairies.
4. La société change en réponse et réagit aux nouvelles opportunités en créant une nouvelle société. Par exemple, les anciens nomades construisent des établissements permanents et passent d'une mentalité de chasseurs-cueilleurs à une culture de société agricole.
5. Ce processus réciproque se poursuit, offrant de nouvelles variations.

## Publications
Sauf indication contraire, tous les liens mènent vers des pages en langue anglaise.
- 1928 : The Desert Road to Turkestan. Londres: Methuen.  (ISBN 0404038875).
  - 1929 (réédition) : Boston : Little Brown; 1995 (réédition) : New York : Kodansha International.
- 1930 : High Tartary. Boston : Little Brown.
  - 1994 (réédition) : New York : Kodansha International.
- 1932 : Manchuria: Cradle of Conflict. New York : Macmillan. Réédité en 1935.
- 1933 : "The Unknown Frontier of Manchuria." Foreign Affairs, vol. 11, no. 2 (janvier 1933).
- 1934: Empire in the East. Doubleday, pour le compte de l'Institut des relations du Pacifique.  (ISBN 978-0836918632).
- 1934 : The Mongols of Manchuria: Their Tribal Divisions, Geographical Distribution, Historical Relations With Manchus and Chinese, and Present Political Problems. New York : John Day (avec cartes).
  - 1969 (réédition) : New York : H. Fertig.
- 1934 : "China and the Barbarians." In: Joseph Barnes, ed. Empire in the East. New York : Doubleday.
  - 1970 (réédition).  (ISBN 0836918630).
- 1935 : "On the Wickedness of Being Nomads." T'ien Hsia Monthly, vol. 1, no. 1 (août 1935), p. 47–62.
- 1940 : Inner Asian Frontiers of China. International Research Series. New York : American Geographical Society, en collaboration avec le secrétariat de l'Institut des relations du Pacifique.
  - 1967 (réédition) : Boston : Beacon Press.
- 1941 : Mongol Journeys. New York : Doubleday.
- 1941 : "Stalemate in China." Foreign Affairs, vol. 19, no. 3 (avril 1941).
- 1942 : "The Fight for Democracy in Asia." Foreign Affairs, vol. 20, no. 4 (juillet 1942).
- 1942 : "China Opens Her Wild West." Washington, D.C. : National Geographic Society, Vol. 182, No. 3, septembre 1942.
- 1943 : America and Asia: Problems of Today's War and the Peace of Tomorrow. Claremont, Calif.: Claremont Colleges. Préface par l'amiral Harry E. Yarnell.
- 1944 : The Making of Modern China: A Short History, avec Eleanor Holgate Lattimore. New York : W. W. Norton.
  - 1944 (réédition) : Washington, D.C. : Infantry Journal.
- 1945 : Solution in Asia. Boston : Little Brown.  (ISBN 978-0404106355).
- 1947 : "An Inner Asian Approach to the Historical Geography of China." Geographical Journal (UK), vol. 110, no. 4/6 (Oct./Dec. 1947), pp. 180–187. JSTOR:1789948.
- 1947 : China: A Short History, avec Eleanor Holgate Lattimore. New York : W. W. Norton. Édition rééditée.
- 1949 : The Situation in Asia. Boston :  Little Brown.
- 1950 : Pivot of Asia: Sinkiang and the Inner Asian Frontiers of China and Russia. Boston : Little Brown.
- 1950 : Ordeal by Slander. Boston : Little Brown. (OCLC 466941).
  - 2004 (réédition) : New York : Carroll & Graf. Introduction par Blanche Wiessen Cook et préface par David Lattimore.
- 1953 : "The New Political Geography of Inner Asia." Royaume-Uni : Geographical Journal, vol. CXIX, no. 1 (mars 1953).
  - Réédition: Londres : William Clowes and Sons.
- 1955 : Nationalism and Revolution in Mongolia, avec Sh. Nachukdorgi. New York : Oxford University Press.
- 1962 : Nomads and Commissars: Mongolia Revisited. New York : Oxford University Press.  (ISBN 978-1258191566).
- 1962 : Studies in Frontier History: Collected Papers, 1928–1958. New York : Oxford University Press ; Paris:  Mouton.
- 1964 : From China, Looking Outward: An Inaugural Lecture. Leeds : Presses universitaires de Leeds.
- 1968 : Silks, Spices, and Empire: Asia Seen Through the Eyes of Its Discoverers, avec Eleanor Holgate Lattimore. New York : Delacorte.
- 1970 : History and Revolution in China..
- 1982 : The Diluv Khutagt: Memoirs and Autobiography of a Mongol Buddhist Reincarnation in Religion and Revolution.  (ISBN 3447022213).
- 1990 : China Memoirs: Chiang Kai-shek and the War Against Japan. Compilation par Fujiko Isono. Tokyo : Presses universitaires de Tokyo.  (ISBN 978-0860084686).
  - Traduction japonaise disponible. (ISBN 978-7309016024).